# Adalbert Quasbarth
Adalbert Quasbarth (* 11. November 1888 in Osterode (Ostpreußen); † 4. Februar 1971 in Berlin) war in der Zeit des Nationalsozialismus ein deutscher Major der Sicherheitspolizei, der für die Ermordung von 142 Polen und Juden in Krakau verantwortlich war.

## Leben
Quasbarth wuchs in einer wohlhabenden Familie auf. Er war verheiratet und hatte drei Kinder. Während der Dreharbeiten zum Film Oberwachtmeister Schwenke von Oktober bis Dezember 1934 beriet er den Regisseur in Fragen des Polizeiwesens.
Im Dritten Reich wurde er zum Sturmbannführer der Sicherheitspolizei ernannt. Von Anfang Oktober 1940 bis Ende März 1942 und von November 1942 bis Februar 1945 war Quasbarth Kommandeur der Schutzpolizei (KdSchupo) in Krakau, dazwischen von April bis November 1942  Kommandant der Schutzpolizei in Riga.
Am 23. Juni 1943 wurde der vorherige KdSchupo Krakau, Major Adalbert Quasbarth, als Kommandeur des Schutzgebietes Krakau-Stadt zur Bandenbekämpfung eingesetzt. In größeren Kampagnen am 27. Juli, 13. und 28. September 1943 wurden im Stadtgebiet von Krakau insgesamt 92 Juden, 48 polnische Partisanen und 2 entflohene Kriegsgefangene liquidiert. Das Hauptkommando über die Erschießungen hatte  Quasbarth. Die Opfer waren zuvor im Gestapo-Gefängnis Montelupich inhaftiert. Den Gefangenen wurden die Hände mit Stacheldraht gefesselt und der Mund zugegipst. Damit sollte verhindert werden, dass die Delinquenten vor ihrem Tod „Niech żyje Polska!“ (Es lebe Polen!) rufen  konnten. Drei Gestapomänner aus Pommehrendorf (Pomorska Wieś, Polen), Heinrich Hamann, Max Kwast (Quasi) und Johann Robert Kraus beobachteten die Hinrichtungen, ausgeführt durch Maschinengewehrfeuer. Quasbarth vergewisserte sich über die Tötung, indem er anschließend mit seiner Pistole auf sie schoss. Die Leichen der Opfer wurden an einen unbekannten Ort gebracht. Als Ort der Exekution vom 27. Juli 1944 (Kreuzung der Straßen Botaniczna und Lubicz) wurde die Stelle gewählt, an der zwei deutsche Polizisten erschossen worden sind. Die Exekution war hierfür eine Vergeltungsmaßnahme und wurde deshalb zur Abschreckung öffentlich durchgeführt. An gleicher Stelle wurde am ersten Jahrestag nach dem Krieg eine Gedenkstätte errichtet, an der jedoch nur der 40 „polnischen Patrioten“ gedacht wird. Zum 50. Jahrestag wurde eine weitere Gedenkplatte mit den Namen der Opfer angebracht.
Nach dem Zweiten Weltkrieg floh Quasbarth aus Deutschland, um nicht in Gefangenschaft zu geraten und zur Rechenschaft gezogen zu werden und um seiner Familie durch seinen Aufenthalt nicht zu schaden. In den 1960er Jahren kehrte Quasbarth nach West-Berlin zurück, wo er 1971 starb.
2013 wurden die Ermittlungen zu Quasbarths Verbrechen von polnischer Seite aus wegen seines Ablebens offiziell eingestellt.